# Albota
Albota è un comune della Romania di 3 878 abitanti, ubicato nel distretto di Argeș, nella regione storica della Muntenia.
Il comune è formato dall'unione di 5 villaggi: Albota, Gura Van, Cerbu, Mareș, Frățești.